# Elecciones parlamentarias del Alto Karabaj de 2015
El 3 de mayo de 2015 se celebraron elecciones parlamentarias en la República de Nagorno-Karabaj.

## Antecedentes
Nagorno-Karabaj declaró su independencia de Azerbaiyán en 1991. La Primera Guerra de Nagorno-Karabaj tuvo lugar entre 1988 y 1994 y resultó en que Nagorno-Karabaj, con el apoyo de Armenia, se independizara de facto de Azerbaiyán. Sin embargo, no ha sido reconocido internacionalmente y Azerbaiyán todavía reclama el área como parte de su estado.

## Conducta
Más de 100 representantes de 30 países observaron las elecciones.

## Resultados
|  | 47.35 % |

|  | 19.02 % |

|  | 18.81 % |

|  | 6.93 % |

|  | 5.38 % |

|  | 1.65 % |

|  | 0.86 % |

|  | 0 % |

|  | 95.32 % |

|  | 4.68 % |

|  | 70.85 % |

## Reacciones internacionales
Azerbaiyán, la Unión Europea, Estados Unidos y Turquía dijeron que no reconocieron las elecciones.
- Datos: Q19861306

1. 1 2  «West and Azerbaijan denounce Nagorno-Karabakh ‘elections’». www.euractiv.com (en inglés británico). 4 de mayo de 2015. Consultado el 27 de junio de 2022.
2. ↑  «Karabakh holds disputed elections» (en inglés británico). 19 de junio de 2005. Consultado el 27 de junio de 2022.
3. ↑  «Election season for the civil society in the unrecognised republics of Caucasus». The Foreign Policy Centre (en inglés estadounidense). 26 de septiembre de 2019. Consultado el 27 de junio de 2022.
4. ↑  «Azerbaijan’s Foreign Ministry: so-called elections in Nagorno-Karabakh can’t have any legal status». azertag.az (en inglés). Consultado el 27 de junio de 2022.
5. ↑  «Turkey says May 3 elections in Nagorno-Karabakh violate int’l law». web.archive.org. 3 de mayo de 2015. Archivado desde el original el 3 de mayo de 2015. Consultado el 27 de junio de 2022.